# Robin Cousins
Robin Cousins (Bristol, Anglaterra, 17 de agost de 1957) és un patinador artístic britànic i medallista olímpic. Va ser campió olímpic el 1980, campió d'Europa el 1980, tres vegades (1978, 1979 i 1980) medallista mundial i quatre vegades (1977, 1978, 1979 i 1980) campió nacional britànic.

## Carrera esportiva
Cousins va guanyar el seu primer títol nacional el 1969, als 12 anys. Als 14 anys, va ser campió júnior de Gran Bretanya i va fer el seu debut internacional aquell mateix any. Va representar el Regne Unit com a patinador artístic amateur durant vuit anys. Va guanyar els campionats nacionals sèniors britànics durant quatre anys consecutius (1977–1980); la part de patinatge lliure dels Campionats del Món tres vegades (1978–1980); i la medalla de plata als Campionats del Món de 1979 i 1980.
Va assolir el cim de la seva carrera d'aficionat guanyant medalles d'or tant als Campionats d'Europa com als Jocs Olímpics d'hivern a Lake Placid, Nova York, el 1980. Als Jocs Olímpics, va quedar en segon lloc darrere de Jan Hoffman després de les figures obligatòries i el programa curt. Cousins va completar un programa llarg espectacular, rebent 5,9/6,0 de vuit dels nou jutges per impressió artística. El medallista de plata Hoffmann va realitzar un exercici tècnicament superior, però sis de nou jutges van donar el primer lloc a Cousins, donant-li la victòria general i la medalla d'or. Va ser escollit per la BBC "Personalitat esportiva de l'any" el 1980.
Es va convertir en professional l'any 1980 i va guanyar el Campionat Mundial Professional de patinatge artístic masculí dues vegades (1985 i 1987) i va ser medallista mundial en individuals quatre vegades (1986, 1990, 1991, 1992).

## Fora de les pistes
Després de convertir-se en professional l'any 1980, Cousins va protagonitzar uns quants espectacles de patinatge professional com Holiday on Ice i Ice Capades, tot i que continuava essent un competidor habitual als Campionats del Món Professionals.
Va ser nomenat membre de l'Ordre de l'Imperi Britànic (MBE) pels serveis al patinatge sobre gel el 1980. El 16 de novembre de 1983 va entrar al Llibre Guinness per dues marques de salt.
El 1983, Cousins va formar la seva pròpia companyia de patinatge sobre gel, que va recórrer el món amb espectacles professionals: Electric Ice i Ice Majesty. Ha protagonitzat, produït, dirigit i/o coreografiat molts programes de televisió internacionals sobre gel, com ara The Nutcracker: A Fantasy on Ice, Sleeping Beauty on Ice, The Wizard of Oz on Ice, Toy Story on Ice, Andrew Lloyd Webber's Starlight Express on Ice; a més de nombroses produccions per a Holiday on Ice i la pel·lícula Passió pel triomf.
Durant uns quants anys, Cousins ha estat presentador i comentarista habitual de la BBC Sport, durant els Campionats d'Europa i del Món de Patinatge Artístic i els Jocs Olímpics d'hivern. Va aparèixer com a jutge principal del programa Dancing on Ice a totes les temporades entre 2006 i 2014.
Cousins també ha actuat al teatre. Va interpretar el Príncep a Cinderella, de Rodgers i Hammerstein; Munkustrap a Cats; Frank N Furter a The Rocky Horror Show; Teen Angel a Grease i Billy Flynn a Chicago. Va fer de Jack Frost a Santa Clause the return of Jack Frost a Southampton i el Príncep de La Blancaneus i els set nans a la Grand Opera House de Belfast.
Cousins ha treballat amb l'equip britànic de natació sincronitzada. El 2005, va ser inclòs al Saló de la Fama del Patinatge Artístic Mundial. El març de 2016, Cousins es va unir al programa Art of the Olympians (AOTO).

## Vida personal
Robin Cousins va néixer a Bristol, fill de Jo, secretària, i Fred, funcionari, que abans era porter del Millwall FC. Cousins té dos germans grans, Martin i Nick. Va trepitjar per primera vegada el gel als sis anys a la pista de gel de Westover Road, mentre estava de vacances a Bournemouth. Havent gaudit de l'experiència, va demanar rebre'n lliçons.
De jove, Cousins es va entrenar en dansa sobre gel alhora que ho feia en solitari. La seva primera entrenadora va ser Pamela Davies. Més tard va ser entrenat per Gladys Hogg a Queens Ice Rink, i després per Carlo Fassi. Cousins va deixar l'escola als setze anys per centrar-se en el patinatge artístic. L'any 1974 es va traslladar sol a Londres, on viuria en un petit apartament. Va trobar feina apilant prestatges als grans magatzems Whiteley.
Cousins s'ha sotmès a un total de vuit operacions, inclosa una pròtesi de genoll als cinquanta anys. Els seus problemes van començar als Campionats del Món de 1974, on es va retirar abans que comencés l'esdeveniment i va tornar a Bristol per fer-se la primera de les dues cirurgies de menisc, la segona va arribar immediatament després del Campionat del Món de 1977. El 1980, s'havia sotmès a una intervenció quirúrgica important tant al genoll esquerre com al dret.
Cousins és un important mecenes de l'organització Meningitis UK i l'organització benèfica per a nens Starr Trust a Brighton.

## Programes
| Temporada | Programa                                    | Patinatge lliure                                                                                                  | Exhibició                                                                             |
| --------- | ------------------------------------------- | --- | ------------------------------------------------------------------------------------- |
| 1979–1980 | - The Railway Children de Johnny Douglas    | - Belle de jour - Dragons At Midnight - Murder on the Orient Express - Paint It Black                             | - With You I'm Born Again - Don't Stop Till You Get Enough - Where Do I Go? from Hair |
| 1978–1979 | - Swan Lake etc. de Txaikovski, Xostakócitx | - Exhibició clàssica                                                                                              |                                                                                       |
| 1977–1978 | - The Railway Children                      | - Lady Sings The Blues - Yellow Submarine (pel·lícula instrumental) - Silent Movie de Michel Legrand, John Morris | - Número d'exhibició Disco - The Flower Song from Carmen de Bizet                     |
| 1976–1977 | - The Railway Children                      | - Eldorado - Kalinka - Clair De Lune - Hava Naguila de l'Electric Light Orchestra, Debussy                        |                                                                                       |
| 1975–1976 |                                             | - Variation on Three Blind Mice de Johnny Dankworth                                                               |                                                                                       |
| 1974–1975 |                                             | | - Enter the Greeks                                                                    |
| 1973–1974 |                                             | | - Malaguena d'Ernesto Lecuona                                                         |

## Resultats
Els seus resultats més rellevants són:
| Internacional          | Internacional | Internacional | Internacional | Internacional | Internacional | Internacional | Internacional | Internacional |
| Esdeveniment           | 1972-1973     | 1973-1974     | 1974-1975     | 1975-1976     | 1976-1977     | 1977-1978     | 1978-1979     | 1979-1980     |
| ---------------------- | ------------- | ------------- | ------------- | ------------- | ------------- | ------------- | ------------- | ------------- |
| Jocs Olímpics d'Hivern |               |               |               | 10è           |               |               |               | 1r            |
| Campionat Mundial      |               |               | 10è           | 9è            | AB            | 3r            | 2n            | 2n            |
| Campionat Europeu      | 15è           | 11è           | 11è           | 6è            | 3r            | 3r            | 3r            | 1r            |
| Skate Canada           |               |               |               |               | 2n            | 1r            |               |               |
| Trofeu NHK             |               |               |               |               |               |               |               | 1r            |
| St Gervais             |               |               |               |               | 1r            |               |               |               |
| Nacional               |               |               |               |               |               |               |               |               |
| Campionat Britànic     | 3r            | 2n            | 2n            | 2n            | 1r            | 1r            | 1r            | 1r            |
| AB = Abandonament      |               |               |               |               |               |               |               |               |

### Carrera professional
| Event/Temporada                                                | 1980 | 1981 | 1985 | 1986 | 1987 | 1988 | 1989 | 1990 | 1991 | 1992 | 1993 | 1994 | 1995 | 1997 |
| -------------------------------------------------------------- | ---- | ---- | ---- | ---- | ---- | ---- | ---- | ---- | ---- | ---- | ---- | ---- | ---- | ---- |
| World Professional Champ.                                      | 1r*  | 2n*  | 1r   | 2n   | 1r   | 4t   |      | 2n   | 3r   | 2n   |      |      |      |      |
| Challenge of Champions                                         |      |      | 1r   | 2n   |      |      |      | 3r   | 4t   |      | 2n   |      | 3r   |      |
| World Cup of Skating                                           |      |      |      |      |      |      | 1r   |      |      |      |      |      |      |      |
| World Team Champ.                                              |      |      |      |      |      |      |      |      |      |      |      | 3r*  |      |      |
| North American Open                                            |      |      |      |      |      |      |      |      |      |      |      | 3r   |      |      |
| Canadian Pro Champ.                                            |      |      |      |      |      |      |      |      |      |      |      | 4t   |      |      |
| Legends Champ.                                                 |      |      |      |      |      |      |      |      |      |      |      |      |      | 2n   |
| L'asterisc indica els resultats de les competicions per equips |      |      |      |      |      |      |      |      |      |      |      |      |      |      |